# Zhurivka
Zhurivka (ukrajinsky Згурівка, rusky Згуровка – Zgurovka) je městys (ukrajinsky selyšče) v Kyjevské oblasti na Ukrajině. K roku 2020 měla bezmála pět tisíc obyvatel.

## Poloha
Zhurivka leží u řeky Supije, levého přítoku Dněpru. V rámci Kyjevské oblasti se nachází v jejím severovýchodním cípu, nedaleko hranice s Černihivskou oblastí. Od Kyjeva je vzdálena přibližně sto kilometrů východně.

## Dějiny
První písemná zmínka o obci je z roku 1690. Status městysu má Zhurivka od roku 1956.